# Война между Ахейским княжеством и Византией (1263—1266)
Война между Ахейским княжеством и Византией (1263—1266) — вооружённый конфликт на Пелопоннесе в 1263-1266 годах между Византийской империей и Ахейским княжеством. Является началом так называемой «Греческой реконкисты».

## Предыстория
В 1259 году, после поражения в битве при Пелагонии, правитель Ахейского княжества Гильом II Виллардуэн был взят в плен византийцами. В начале 1262 года он подписал договор с византийским императором Михаилом VIII Палеологом, в котором Гильом в обмен на свою свободу становился вассалом Михаила VIII и передавал византийцам три крепости (Монемвасия, Мистра и Майна) в юго-восточной Морее.
Однако по возвращении Гильома II на Пелопоннес война между Ахейским княжеством и Византийской империей возобновилась. Опасаясь того, что теперь византийцы будут угрожать замку Лакедемону и баронствам Пассавант и Гераки в юго-восточной Морее, Гильом стал собирать войска для обороны своих владений. Папа Римский Урбан IV освободил правителя Ахейского княжества от его клятв византийскому императору. В то же время Гильом II заключил 16 мая 1262 года мирный договор с Венецианской республикой. Однако несмотря на поддержку Папства и Венеции в войне Гильома против византийцев, действенную помощь Ахейскому княжеству они не оказали.

## Кампания 1263 года

### Начало войны
Летом 1262 года командующий гарнизона византийцев в Мистре, встревоженный прибытием Гильома II в Лакедемон и подозрительном передвижением войск Ахейского княжества, отправил послание наместнику Монемвасии Михаилу Кантакузину с сообщением о возможном нападении франков (то есть войска Ахейского княжества) на Мистру. Михаил Кантакузин в свою очередь отправил письмо в Константинополь, где доложил византийскому императору об опасности, исходившей от франков. Михаил VIII срочно организовал военную экспедицию в Морею под началом паракимомена Иоанна Макриноса. Войско Макриноса составляло в общей численности, согласно хроникам, 3500 человек (2000 анатолийских греков и 1500 турецких наёмников).
Прибыв в Морею, Макринос заключил договор со славянскими вождями и местным греческим населением в южной Морее в области Цакония и горах Тайгеты: славяне и греки в обмен на привилегии и титулы от византийского императора соглашались нести военную службу в византийском войске. В результате этих действия, Цакония и горы Тайгеты перешли под контроль Византии. Вскоре Макринос сообщил Михаилу VIII, что «приобрел треть Мореи, не обнажая меча». Также Макринос доложил, что если византийский император пришлёт ещё немного войска, то можно будет захватить весь Пелопоннес.
Весной 1263 года Михаил VIII Палеолог организовал вторую военную экспедицию Морею, во главе которой стоял его младший брат себастократор Константин Палеолог. Михаил VIII Палеолог собрал для экспедиции войско численностью, согласно хроникам, 1000 солдат и для перевозки этой армии в Морею нанял генуэзские суда. Одновременно в Морею был послан византийский флот под командованием протостратора Алексея Филантропена.
Прибыв в Морею, Константин Палеолог подтвердил договорённости византийцев с местным населением и славянами и стал укреплять владения, находившиеся под контролем византийцев. Армия Константина Палеолога осадила Лакедемон и, по-видимому, замки Пассавант, Гераки и Лейтрон. Монемвасия стала опорным пунктом византийской армии. Постоянно происходили ежедневные стычки византийцев с франками, по предположению историка Юхо Вилскмана, в основном из-за снабжения византийской армии. В то же время флот Алексея Филантропина захватил всё побережье от Монемвасии до Майны.

### Первый поход византийской армии на Андравиду и битва при Принице
Тем временем Гильом II Виллардуэн уехал в Коринф собирать свои силы. Узнав об этом, Константин Палеолог решил захватить столицу Ахейского княжества Андравиду. Численность византийского войска достигала 6 тысячи конницы и 9-14 тысячи пехоты. Конница состояла из прибывших с Контантином и Иоанном Макриносом византийцев и наёмных турок, а также из местных греческих архонтов. Пехоту составили греческое население юго-восточного Пелопоннеса и славяне.
Византийское войско двинулось вдоль долины реки Алфей. Попутно оно сожгло поселение у замка Велигости и также разграбило цистерцианский монастырь Исовы. Греческое население области Скорты, видя мощь армии Константина Палеолога, присоединилось к византийцам. Вскоре византийцы достигли Приницы (деревни, недалеко от развалин древней Олимпии). Там Константин приказал разбить лагерь.
Заместитель в Ахайе Гильома II Виллардуэна Жан де Катава, узнав о приближении противника, собрал войско против византийцев. Оно состояло из солдат гарнизона Андравиды и отрядов соседних областей. Общая численность войска франков достигала 300 или 312 рыцарей и около 700 оруженосцев. После сбора войска франки выступили против византийцев.
Ранним утром Жан де Катава и его солдаты спустились в долину реки Алфей, после чего атаковали противника. В ходе произошедшей битвы византийцы были разгромлены, а их лагерь захвачен. Сам Константин Палеолог и его свита бежали. Франки не стали преследовать византийцев, так как те укрылись в труднопроходимой горно-лесистой местности. По всей видимости, франки захватили в лагере византийцев осадную технику противника. Остатки византийских войск во главе с Константином Палеологом отошли в Мистру, где себастократор перегруппировал свои силы. Поход византийцев на Андравиду закончился полным поражением.
На севере полуострова византийцы в 1263 году, однако, добились некоторого успеха. Отряд византийцев смог при поддержке местного населения взять Калавриту, сильный замок в северной Морее. Калаврита стала анклавом византийцев на северном Пелопоннесе в течение следующих десятелетий.
Вернувшись в Мистру, Константин Палеолог хотел вновь перейти в наступление на франков, но из-за наступления зимы, потери большей части лошадей и сильного рассредоточения войск себастократор воздержался от плана зимнего наступления. Гильом II также распустил своё войско.
Вновь боевые действия на Пелопоннесе наступили только следующей весной, в 1264 году.

## Кампания 1264 года

### Второй поход византийцев на Андравиду и битва при Сергиане
В марте 1264 года в долине реки Сапикос Константин Палеолог собрал новое большое войско для похода на столицу Ахейского княжества. Кроме собственно византийских войск и турецких наёмников в византийскую армию вновь влилось местное население областей Цаконии и Скорты, а также гор Тайгеты и города Монемвасии.
Армия Константина Палеолога двинулась на Андравиду тем же маршрутом, как и в прошлом году. Сделав небольшую остановку у замка Каритена, византийцы двинулись дальше и достигли Андравиды. Но обнаружив, что Андравида была укреплена франками зимой (в частности, были выкопаны рвы), византийская армия отступила и разбила лагерь в 10 км от столицы Ахейского княжества, у монастыря Николая Мизисклийского.
Место для битвы, выбранное византийцами, давала византийской армии преимущество перед франками. Перед позициями византийских войск лежала большая равнина, предоставлявшая конным лучникам византийцев место для манёвра и обстрела тяжёлой кавалерии Ахейского княжества. Сам же лагерь византийцев был расположен на холме и давал возможность византийской пехоте занять удобные позиции против атаки франков.
Несмотря на все эти преимущества расположения противника, Гильом II Виллардуэн решил дать византийцам бой. У него было от 400 до 1500 рыцарей и ещё большее количество пехоты. Гильом построил рыцарей в три линии, позади рыцарей расположилась пехота. В целом, армия Ахейского княжества не уступала в численности армии византийцев.
В начале битвы Михаил Кантакузин, командир авангарда византийской армии и, как утверждают хроники, лучший из воинов среди византийцев, проводил по приказу Константина Палеолога разведку (по другим данным, Кантакузин просто дразнил франков). Когда Кантакузин проезжал перед позицией противника, он упал с лошади. Подоспевшие к Михаилу франки убили его. Солдаты Константина Палеолога смогли отбить тело Кантакузина, но византийские командиры, видя смерть своего лучшего воина, приказали своим солдатам отступать. Войско Ахейского княжества не преследовало противника.
Несмотря на неудачный исход битвы, византийская армия оставалась грозной силой. После своего отступления, Константин Палеолог осадил город Никли, имеющий важное стратегическое положение в центральной Морее.

### Осада Никли и битва при Макри-Плаги
Во время осады Никли турецкие наёмники стали жаловаться Константину Палеологу, что византийцы не оплатили им их службу в течение полугода, как это было изначально обещано. Себастократор возразил им, сказав, что турки не воевали, а обогатились за счёт грабежей. Тогда турки заявили, что византийцы не позволили им сражаться и 1000 турецких наёмников во главе со своими предводителями Мелик и Салик покинули византийскую армию.
После своего ухода из лагеря армии Константина Палеолога турки предложили свои услуги Гильому II Виллардуэну. После переговоров с представителем Гильома Анселена де Туси турки присоединились к франкам. Теперь армия Ахейского княжества имела численное превосходство над противником.

Карта Пелопоннеса в XIII веке

Тем временем Константин Палеолог, будучи деморализованным переходом турок к противнику, покинул театр военных действия и отбыл в Константинополь, оставив во главе византийской армии великого доместика Алексей Филес и паракимомена Макриноса. Новые командующие византийской армии решили устроить засаду для армии Ахейского княжества на перевале Макри-Плаги(перевал, соединяющий Мессению с окрестностями Мегалополиса).
В то же время, в Ахейском княжестве произошёл военный совет. Анселен де Туси сообщил, что по докладу своего шпиона в византийской армии, противник приготовил франкам засаду на перевале Макри-Плаги. Получив это известие, по предложению Анселена де Туси армия Ахейского княжества была построена в три линии.
После того, как первая линия армия Ахейского княжества прибыла на место сражения, на неё напали византийцы. В ходе боя к противникам постоянно подходили подкрепления, но в конце концов франки разбили византийскую армию. Солдаты Ахейского княжества взяли в плен 5384 человек, включая Алексея Филеса и Иоанна Макриноса. Если Макринос был освобожден во время обмена пленных (хотя вскоре византийцы обвинили Иоанна в измене и ослепили), то Алексей Филес умер в плену франков в замке Клермон.
После сражения при Макри-Плаги у византийцев более не было значительных сил для защиты своих владений на Пелопоннесе против войск Ахейского княжества.

### Наступление Ахейского княжества и восстание в Скорте
После победы при Макри-Плаги Гильом II Виллардуэн созвал военный совет, где было решено начать наступление на византийские владения в юго-восточной Морее. Главным опорным пунктом франков в юго-восточном Пелопоннесе стал Лакедемон, который всё ещё удерживался солдатами Ахейского княжества. Но ко времени начала наступления войск Ахейского княжества Лакедемон был в основном покинут местным греческим населением, которое переселилось в Мистру, и Гильому пришлось сначала заселить опустевший город франками.
Тем временем, посланное Гильомом войско под командованием Жана де Катавы и Анселена де Туси на захват Мистры не смогло застать византийцев врасплох. Попытки штурма города были отбиты византийцами, и франки, ничего не добившись, разграбили все земли юго-восточной Мореи до Монемвасии, после чего отступили.
Приближалась зима, и Гильом планировал пробыть с войском в юго-восточной Мореи до весны следующего года, но не прошло и месяца, как к правителю Ахейского княжества пришло известие о восстании местного греческого население в Скорте. Восставшие осадили два франкских замка: Бусле и Каритайна. Гильом отвёл свои войска в Никли и отправил против греков Скорты турок во главе с Анселеном де Туси. Восстание было жестоко подавлено. Турки разграбили местность, а пленных жителей доставили к Гильому. Сбежавшие в горы архонты Скорты обещали подчиниться Гильому, после чего Виллардуэн отозвал турецких наёмников.

## Конец войны
После восстания греков в Скорте боевые действия свелись к незначительным стычкам между противниками. К 1266 году обе стороны были готовы к переговорам. Византийцы потерпели поражение в войне и у них более не было значительных сил в Морее. Количество же франкского населения в Морее также очень сильно сократилось. Большие потери в ходе боёв понесло рыцарство Ахейского княжества, а многие земли Ахейского княжества были опустошены во время войны. Если верить средневековому летописцу Санудо, то у одной женщины 7 мужей пали в битвах с византийцами.
Михаил VIII Палеолог, ввиду своих неудач на Пелопоннесе, предложил Гильому заключить перемирие. Правитель Ахейского княжества отнёсся к этой идее благосклонно, а римский папа Урбан IV настаивал на прекращении военных действия в Морее. В итоге, между Ахейским княжеством и Византией было заключено перемирие. Михаил VIII даже предложил Виллардуэну для закрепления перемирия женитьбу своего сына Андроника и дочери Гильома Изабеллы, чтобы потом этой молодой паре отошёл во владение весь Пелопоннес, но франкские бароны Ахейского княжества воспротивились этому соглашению и брак так и не был заключен.

### Комментарии
1. ↑  Существует мнение, что этим шпионом был Макринос[17]